# Aaron Rodgers
Aaron Charles Rodgers (Chico, California, 2 de diciembre de 1983) es un jugador profesional de fútbol americano. Juega en la posición de quarterback y actualmente milita en los Pittsburgh Steelers de la National Football League (NFL). 
Rodgers jugó a nivel universitario en Butte College y California antes de ser seleccionado por los Green Bay Packers en la primera ronda del Draft de la NFL de 2005. Se hizo con el puesto de QB titular del equipo tres años después tras la marcha de Brett Favre a los New York Jets. En 2011 llevó a los Packers a conquistar el Super Bowl XLV, el primer campeonato de la franquicia después de trece años de sequía y del que fue elegido mejor jugador del partido. En su palmarés figuran además cuatro premios como MVP de la temporada (2011, 2014, 2020 y 2021), seis elecciones para el Pro Bowl y dos inclusiones en el primer equipo All-Pro.

## Biografía
Aaron Rodgers nació en Chico, California en diciembre de 1983. Su padre, Edward Wesley, es quiropráctico y jugó como línea ofensivo en los Chico State Wildcats entre 1973 y 1976.
Asistió a la preparatoria Pleasant Valley High School en Chico, California, tuvo 4,419 yardas, en dos años como quarterback titular. Posee el récord de más touchdowns en un juego con 6, el de más yardas en una temporada con 2,466 yardas totales.

## Trayectoria

### Universidad

#### Butte College
Rodgers generó poco interés para Universidades de primera división: sólo la Universidad de Illinois, le ofreció una beca, que rechazó para asistir a Butte College con la oportunidad de ser transferido a la primera división. Allí fue visto por el entrenador en jefe Jeff Tedford, quien en el 2003 lo transfirió a la Universidad de California.

#### California
Rodgers fue nombrado el quarterback de los California Golden Bears en el quinto partido de la temporada de 2003, contra la universidad que le ofreció beca, Illinois. Ayudó a llevar a los Golden Bears a una temporada con récord de 8-6, incluyendo la gran victoria sobre USC en tiempo extra, en su segundo juego como titular, le ganó a Virginia Tech en el Insight Bowl. En el 2003, Rodgers empató la marca de la universidad de mayor número de partidos con más de 300 yardas, con 5, y obtuvo el récord de menor porcentaje de pases interceptados, con 1.43%.
En la siguiente temporada, llevó a California al cuarto puesto del ranking. Los Bears solo perdieron un partido esa temporada, contra los Trojans, el número uno del ranking. Fue un partido muy parejo que acabó 23-17 a favor de los Trojans. En ese partido, Rodgers obtuvo el récord de más pases completos seguidos, con 26; también el de mejor porcentaje de pases completos, con 85.3%; y empató el récord de la NCAA, con 23 pases completos de manera seguida en un solo partido. Posee el récord de menor porcentaje de pases interceptados, con 1.95%.
Con California jugó el Holiday Bowl, después de quedar fuera del Rose Bowl de forma muy controvertida. En el Holiday Bowl perdieron con Texas Tech por 45-31. Después de ese partido Rodgers entró al Draft 2005.

#### Estadísticas
| Year  | Team       | Pase | Pase | Pase | Pase  | Pase | Pase | Pase | Pase   | Carrera | Carrera | Carrera | Carrera |
| Year  | Team       | Comp | Att  | Pct  | Yds   | Avg  | TD   | Int  | Rate   | Att     | Yds     | Avg     | TD      |
| ----- | ---------- | ---- | ---- | ---- | ----- | ---- | ---- | ---- | ------ | ------- | ------- | ------- | ------- |
| 2003  | California | 215  | 349  | 61.6 | 2,903 | 8.3  | 19   | 5    | 146.58 | 86      | 210     | 2.4     | 5       |
| 2004  | California | 209  | 316  | 66.1 | 2,566 | 8.1  | 24   | 8    | 154.35 | 74      | 126     | 1.7     | 3       |
| Total | Total      | 424  | 665  | 63.8 | 5,469 | 8.2  | 43   | 13   | 150.27 | 160     | 336     | 2.10    | 8       |

### NFL

#### Green Bay Packers

##### 2005-2007: Suplente de Brett Favre
Aaron Rodgers fue seleccionado en la vigesimocuarta posición del Draft de 2005 por los Green Bay Packers. Algunas previsiones le situaban en los San Francisco 49ers como la primera elección global, pero finalmente los californianos se decantaron por otro quarterback: Alex Smith. Rodgers había sido uno de los seis jugadores invitados por la NFL a la green room, y tuvo que esperar casi cinco horas en esa sala hasta que su nombre salió elegido. Firmó su contrato con los Packers en agosto por cinco años y 7'7 millones de dólares, 5'4 de ellos garantizados.
En su primer año como profesional fue suplente de Brett Favre. Rodgers debutó en la NFL el 10 de septiembre de 2005 ante los New Orleans Saints. En total disputó tres encuentros en su año de rookie, todos ellos reemplazando a Favre desde el banquillo. Sus estadísticas de 2005 fueron un total de 9 pases completados de 16 para 65 yardas y una intercepción. Los Packers terminaron el año con un récord de 4-12, últimos de su división y fuera de Playoffs por primera vez desde el 2000.
Cuando Brett Favre decidió quedarse para la temporada 2006, Rodgers siguió con su rol de segundo quarterback.
El 19 de noviembre de 2006, Se rompió el pie izquierdo en la derrota 35-0 contra los New England Patriots, mientras suplía al lesionado Brett Favre, y se perdió el resto de la temporada 2006. Se recuperó completamente para el inicio de la temporada 2007.
Favre anunció que se no se retiraría para la temporada 2007, posponiendo así el inicio de la era Aaron Rodgers como quarterback titular de los Packers. Antes del inicio de la temporada 2007 existían rumores de un cambio, que involucraban a Rodgers, donde sería cambiado a Oakland por el receptor Randy Moss. Sin embargo Randy Moss fue intercambiado a los New England Patriots, y Rodgers se quedó en Green Bay. Los Oakland Raiders recibieron una selección de cuarta ronda por Randy Moss.
Rodgers reemplazó a Favre cuando se lesionó en el segundo cuarto del juego contra Dallas Cowboys, el 29 de noviembre de 2007. Rodgers tuvo una gran actuación, completando 18 pases para 201 yardas con un touchdown, sin intercepciones. Llevó a su equipo de vuelta al juego después de ir perdiendo por 17 puntos, pero al final los Cowboys ganaron 37-27.

##### 2008: Primera temporada de titular
El 4 de marzo de 2008, Brett Favre anunció su retiro, dejando como jugador titular a Rodgers. En una rueda de prensa, Rodgers dijo "Yo no soy Brett Favre, y si ellos quieren que sea el próximo Brett Favre, yo no voy a ser él. Yo soy Aaron Rodgers, ese es quien soy.", y aunque Brett Favre no se retiró definitivamente, sí se cambió de equipo. Primero a los New York Jets y después a los Minnesota Vikings, en la temporada del 2009. 
En el 2008, su primer partido como titular fue contra los Minnesota Vikings, un partido que los Packers ganaron 25–19 en el Lambeau Field. La primera vez desde 1992 que un quarterback distinto a Favre comienza un partido como titular en los Packers. Rodgers terminó el encuentro con 178 yardas de pase y 2 touchdowns (1 por pase/1 por tierra). En su segundo, juego la siguiente semana, Rodgers fue reconocido con el FedEx Air award de la semana gracias a sus 328 yardas y 3 touchdowns que dieron la victoria contra los Detroit Lions. Su primera intercepción se dio en la cuarta jornada de la temporada, contra Tampa Bay Buccaneers, después de 157 intentos de pase sin intercepción. Durante ese partido, Rodgers sufrió un duro golpe en el hombro, pero siguió en el partido, e incluso lideró al equipo dos semanas después para lograr la victoria contra los Seattle Seahawks, lo cual fue, para muchos, una muestra de su resistencia. A pesar de su temprano éxito, se achacaba a Rodgers que era incapaz de ganar partidos disputados en los tramos finales, aun teniendo 7 oportunidades para ello.
En 31 de octubre de 2008, Rodgers firmó una extensión de contrato de 6 años, por $65 millones de dólares hasta la temporada 2014.

##### 2009
En la temporada de 2009 los Packers finalizaron la campaña regular con un balance de 11-5. En los dos encuentros de rigor contra los Minnesota Vikings y Brett Favre caen derrotados. Terminan la temporada en segundo lugar de la NFC Norte y con una plaza a los playoffs como Wildcard.
Los números de Rodgers son: 4,434 yardas por aire; 30 Tds; 7 intercepciones; 50 sacks (el mayor de la NFL empatado con Ben Roethlisberger), y un QB rating de 103.2 (cuarto de la liga). Por tierra obtiene 316 yardas, 5 TDs y 4 fumbles.
En la ronda de Wildcard contra los Arizona Cardinals, los Packers son derrotados en un gran partido por 51-45 en tiempo extra. Rodgers termina este memorable encuentro con 423 yardas por aire; 4 Tds; 1 intercepción; 3 sacks, un QB rating de 121.4 y 1 fumble.

##### 2010: Campeón del Super Bowl XLV
Tras clasificarse para los playoffs en segundo lugar de la División Norte de la NFC con marca de 10-6, los Packers ganaron el juego de Wild Card a los Philadelphia Eagles (10-6) de Michael Vick por un apretado marcador de 21-16. Ya en la ronda divisional, dejan en el camino a los Atlanta Falcons (13-3) de Matt Ryan con un contundente 48-21.
El juego de campeonato de la NFC contra de sus eternos rivales los Chicago Bears (11-5) en el Soldier Field (esta fue la primera vez que estos equipos de gran tradición se ven las caras en postemporada desde 1941). Al final de cuentas los Packers ganan el desafío por 21-14 y el boleto para el Super Bowl XLV en contra de los Pittsburgh Steelers a celebrarse el 6 de febrero de 2011 en Dallas, Texas, el cual terminaría ganando.
Los números de Rodgers en el Super Domingo fueron de 24 pases completos de 39 intentos, 304 yardas y 3 TDs con lo que se adjudicó el título del Jugador Más Valioso del Super Bowl XLV.

##### 2011: Primer MVP
El 2011 fue una temporada mágica para Rodgers, alcanzando un alto nivel de juego en lo personal y colectivo para los Green Bay Packers, que ganaron los 13 primeros juegos de la temporada, solo los Kansas City Chiefs lograron interrumpir una racha de 19 juegos ganados de manera consecutiva de los Packers, que había iniciado el 26 de diciembre de 2010 al vencer a los New York Giants 45-17. El 2 de octubre de 2010 corriendo la semana 4 de la temporada, lanza por segunda vez en su carrera un juego de más de 400 yardas en pase, ese día los Green Bay Packers vencieron a los Denver Broncos 49-23, Rodgers lanzó 4 pases de TD, 1 Intercepción, 408 yardas en pase y un rating de 134.5. Durante la temporada Rodgers inició 15 partidos de los cuales en 8 de ellos lanzó para más de 300 yardas, ese año Rodgers instauró el récord de más alto rating en una temporada de la historia de la NFL logrando 122.5 Rodgers terminó la temporada con 4.643 yardas y 45 pases de Anotación; Ambos registros son los mejores de su carrera. Los Packers eran los mayores favoritos para consagrarse campeones del SuperBowl, sin embargo terminaron derrotados por los New York Giants 37-20 en el juego divisional, equipo que terminarían coronándose ese año como campeón del SuperBowl.

##### 2013
En la temporada de 2013, Rodgers se lesionó, perdiéndose parte de la temporada, aun así regresaría para llevar a su equipo a los playoffs con un récord de 8-7-1. Los Packers fueron eliminados por los 49ers en la Wild Card Round.

##### 2014: Segundo MVP
El inicio fue realmente preocupante para los Green Bay Packers perdiendo dos de los tres primeros juegos, ante los Seattle Seahawks y Detroit Lions. Sin embargo a partir de la semana 4, iniciaron una racha de 4 juegos con victorias en las que lanzó 13 pases de anotación y 977 yardas sin ser interceptado, con esto los Packers se encontraban empatados en el primer lugar de la división junto a los Detroit Lions.
Sin Embargo en la semana 8 fue bastante complicada para Rodgers, quien antes de ese juego de Domingo por la noche había lanzado 211 pases con tan solo 1 intercepción. En ese juego frente a los New Orleans Saints, fue interceptado en dos ocasiones y los packers perdieron 44 a 23, a pesar de que Rodgers lanzó 418 yardas, el mayor número alcanzado en un solo juego durante la temporada 2014
Ese año avanzó hasta las finales de conferencia donde caerían derrotados por los Seattle Seahawks en tiempo extra por 28 a 22, después de haber tenido el partido ganado y no haber podido recepcionar bien una patada corta de los Seahawks a dos minutos del final y ganando por 19 a 14....   terminarían empatados a 22 después de un touchdown de Lynch (Seahawks) y un retorno de Rodgers en 40 segundos para lograr un gol de campo.

##### 2015: Rey del "Hail Mary"
Aaron Rodgers y los Packers iniciaron la temporada 2015 con una victoria de visitante sobre los Chicago Bears rival divisional y extendiendo una racha cinco victorias en Soldier Field, Rodgers lanzó tres pases de anotación y 189 yardas sin intercepciones. Durante la tercera semana los Green Bay Packers recibieron a los Kansas City Chiefs en partido de Monday Night Football. Los Packers vencieron a los Chiefs 38-28 con un gran desempeño de Rodgers lanzando por cuarta vez en su carrera 5 o más pases de TD en un partido de temporada regular. En la semana cinco los Packers recibieron a los St. Louis Rams, en este juego se puso fin a la racha sin intercepciones en casa, pasaron 1.043 días desde su última intercepción en Lambou Field la cual se había presentado el 2 de diciembre de 2012; durante la racha Rodgers lanzó 587 pases, 49 de ellos fueron de anotación. Durante la semana 6, los Packers recibieron a los San Diego Chargers, durante el juego Rodgers alcanzó las 30.000 yardas por pase, convirtiéndose en el Quaterback que logra la marca en la menor cantidad de oportunidades de pase, Aaron en su intento 3.652 de pase superó la marca obtenida por Johnny Unitas A partir de la semana 8, los Packers sufren tres derrotas en 4 juegos y pierde el liderato de la división con los Minnesota Vikings. En la semana 13 los Packers visitaron a los Detroit Lions y se encaminaban a la quinta derrota de la temporada, sin tiempo en el reloj de juego, los Packers se encontraban en la yarda 39 de su propio terreno, Rodgers pudo escaparse de la presión y lanzó un pase desde la yarda 35 hasta la zona de anotación que fue recibido por Richard Rodgers, con ese pase lo Packers vencieron a los Lions en uno de los finales más emocionantes de los últimos años. El final de la temporada Rodgers y los Packers tuvieron un desempeño muy por debajo de lo acostumbrado incluyendo una aparatosa derrota frente a los Arizona Cardinals 38-8 en la semana 16. En el último juego de la temporada frente al rival divisional Minnesota Vikings jugando en casa los Packers perdieron 13-20 y por primera vez en cuatro años no retienen el título divisional de la NFC Norte.
En la primera semana de Playoff los Packers visitaron a los Washington Redskins obteniendo la victoria 35-18 lo que le daría el pase a enfrentar a los Arizona Cardinals por el título divisional, el equipo de Arizona partía como el gran favorito pero el partido estuvo muy ajustado incluso los Packers tuvieron la ventaja al cierre del tercer cuarto. Sin embargo faltando 55 segundos para finalizar el partido los Cardinal tenían la ventaja 20-13 y los Packers estaban en cuarta oportunidad y 20 yardas por avanzar, para lo cual Rodgers lanza un pase de 60 yardas a Jeff Janis para colocar a los Packers en la yarda 35 de los Cardinals; finalmente con 5 segundos en el reloj de juego y la última oportunidad para empatar el partido Rodgers lanza un pase Ave Maria de 41 yardas que es recibido nuevamente por Jeff Janis para empatar el juego y enviarlo a tiempo extra. Desafortunadamente para Rodgers y los Packers, los Arizona Cardinals anotaron en la primera serie ofensiva lo que por regla les otorgaba la victoria 26-20 dejando a Rodgers sin la oportunidad de tener el balón en el tiempo extra.

##### 2016: Run The Table
Esta temporada parecía ir mal a la semana 11 ya que los Green Bay Packers llevaban récord de 4–6 a pesar de haberle ganado a los Jacksonville Jaguars, los Detroit Lions, los New York Giants y los eternos rivales los Chicago Bears habían caído ante los Minnesota Vikings, los Dallas Cowboys los Atlanta Falcons, los Indianapolis Colts, los Tennessee Titans y los Washington Redskins donde se cuestionó la grandeza de Rodgers, llamándolo sobrevalorado y culpándolo del andar del equipo, y se le cuestionó si los Packers podían ganar los siguientes 6 juegos para avanzar a postemporada a lo que el muy confiado dijo que sí.
La confianza se respaldó en el campo ya que de manera milagrosa Rodgers lideró al equipo a 6 victorias de manera consecutiva ante los Philadelphia Eagles, los Houston Texans, los Seattle Seahawks, los Chicago Bears, los Minnesota Vikings y los Detroit Lions ganando la división Norte de la conferencia Nacional.
En la ronda Wildcard vencieron a los New York Giants de Eli Manning por 38–13 el Lambeau Field, en la ronda Divisional vencieron a los Dallas Cowboys de los novatos Dak Prescott y Ezekiel Elliott en el AT&T Stadium por marcador de 34–31 con gol de último momento de Mason Crosby, sin embargo cayeron ante el MVP del 2016, Matt Ryan y los Atlanta Falcons en el Georgia Dome en el juego de campeonato de la Conferencia Nacional por 44–21 marcando el fin de una fantástica temporada 2016

##### 2017: Lesión de clavícula
En la Semana 1 de la Temporada los Green Bay Packers ganaron sobre los Seattle Seahawks 17-9 donde Rodgers lanzó para 1 Touchdown y 1 Intercepción. En la siguiente semana Rodgers cayó ante los Atlanta Falcons 34-23 donde lanzó para 2 Touchdowns y 1 Intercepción además que en este partido llegó a 300 TD. En la siguiente ganaron ante los Cincinnati Bengals 27-24 en OT donde Aaron lanzó para 3 TD y 1 Intercepción, la cual fue Pick six, además esta fue su primera victoria en tiempo extra. En la semana 4 ganaron ante los Chicago Bears 35-14 donde Rodgers lanzó para 4 Touchdowns sin Intercepción. En la semana siguiente ganaron ante los Dallas Cowboys por marcador de 35-31, Rodgers lanzó para 3 Touchdowns y por segunda semana consecutiva sin Intercepción, además de remontar un déficit de 15 puntos, siendo este apenas la tercera remontada con una desventaja mínima de 10 puntos en la carrera de Aaron. Sin embargo, en la semana 6 fue terrible para Rodgers ya que jugó muy poco y salió lesionado del hombro con posible fractura de clavícula lo que significaría el fin de su temporada, por cierto, en este juego los Packers con el QB suplente Brett Hundley cayeron ante los Minnesota Vikings por marcador de 27-10

##### 2020: Tercer MVP
Aaron Rodgers firmó en 2020 el mejor año de su carrera estadísticamente. Lanzó para 4299 yardas con un 70,9% de precisión y lideró la NFL en pases de touchdown (48). Los Packers volvieron a llegar a la final de conferencia. A pesar de jugar en Lambeau Field (primera vez que Rodgers disputaba un NFC Championship Game en casa), los Packers fueron derrotados por los Tampa Bay Buccaneers.

##### 2021: Cuarto MVP
El 3 de noviembre Rodgers dio positivo por COVID-19 y se perdió el partido de esa semana ante los Kansas City Chiefs. En una rueda de prensa de pretemporada afirmó estar inmunizado cuando le preguntaron si se había vacunado, pero realmente lo que hizo fue someterse a un tratamiento homeopático por parte de su médico personal. Recibió una multa de 14.650 dólares por parte de la NFL por incumplir los protocolos de la liga para los jugadores no vacunados.
Al término de la temporada fue premiado con el MVP por segunda vez consecutiva, algo que anteriormente sólo habían logrado Jim Brown, Joe Montana, Brett Favre y Peyton Manning.

##### 2022: Último año en los Packers
El 8 de marzo de 2022, Rodgers confirmó su continuidad en los Packers y el día 16 firmó oficialmente una extensión por tres años y 150,8 millones de dólares.

#### New York Jets

##### 2023: Llegada a Nueva York y grave lesión
Tras meses de especulaciones, el 24 de abril de 2023 se filtró el traspaso de Rodgers a los New York Jets. La operación se hizo oficial dos días después. En su presentación con el equipo neoyorquino escogió llevar el dorsal 8 que lució en su etapa universitaria a pesar de que la leyenda jet Joe Namath le había ofrecido el 12 que estaba retirado en su honor.
Rodgers debutó oficialmente con los Jets el 11 de septiembre de 2023 en un Monday Night Football ante los Buffalo Bills. En ese mismo partido sufrió la rotura del tendón de Aquiles, quedando imposibilitado de jugar por el resto de la temporada.

## Vida personal
En febrero de 2021 se hizo público su compromiso con la actriz Shailene Woodley. Sin embargo, un año después anunciaron su ruptura.

## Estadísticas
|         | Líder de la liga                                             |
|         | Récord de la NFL                                             |
|         | Denota temporada en la que fueron campeones de la Super Bowl |
| Negrita | Máximo de carrera                                            |

### Temporada regular
| Año   | Equipo | Partidos | Partidos | Partidos | Pase | Pase | Pase | Pase   | Pase | Pase | Pase | Pase  | Carrera | Carrera | Carrera | Carrera |
| Año   | Equipo | PJ       | PT       | Récord   | Comp | Att  | Pct  | Yds    | Avg  | TD   | Int  | Rate  | Att     | Yds     | Avg     | TD      |
| ----- | ------ | -------- | -------- | -------- | ---- | ---- | ---- | ------ | ---- | ---- | ---- | ----- | ------- | ------- | ------- | ------- |
| 2005  | GB     | 3        | 0        | —        | 9    | 16   | 56.3 | 65     | 4.1  | 0    | 1    | 39.8  | 2       | 7       | 3.5     | 0       |
| 2006  | GB     | 2        | 0        | —        | 6    | 15   | 40.0 | 46     | 3.1  | 0    | 0    | 48.2  | 2       | 11      | 5.5     | 0       |
| 2007  | GB     | 2        | 0        | —        | 20   | 28   | 71.4 | 218    | 7.8  | 1    | 0    | 106.0 | 7       | 29      | 4.1     | 0       |
| 2008  | GB     | 16       | 16       | 6-10     | 341  | 536  | 63.6 | 4038   | 7.5  | 28   | 13   | 93.8  | 56      | 207     | 3.7     | 4       |
| 2009  | GB     | 16       | 16       | 11-5     | 350  | 541  | 64.7 | 4434   | 8.2  | 30   | 7    | 103.2 | 58      | 316     | 5.4     | 5       |
| 2010  | GB     | 15       | 15       | 10-5     | 312  | 475  | 65.7 | 3922   | 8.3  | 28   | 11   | 101.2 | 64      | 356     | 5.6     | 4       |
| 2011  | GB     | 15       | 15       | 14-1     | 343  | 502  | 68.3 | 4643   | 9.2  | 45   | 6    | 122.5 | 60      | 257     | 4.3     | 3       |
| 2012  | GB     | 16       | 16       | 11-5     | 371  | 552  | 67.2 | 4295   | 7.8  | 39   | 8    | 108.0 | 54      | 259     | 4.8     | 2       |
| 2013  | GB     | 9        | 9        | 6-3      | 193  | 290  | 66.6 | 2536   | 8.7  | 17   | 6    | 104.9 | 30      | 120     | 3.3     | 0       |
| 2014  | GB     | 16       | 16       | 12-4     | 341  | 520  | 65,6 | 4381   | 8.4  | 38   | 5    | 112,2 | 43      | 269     | 6,3     | 2       |
| 2015  | GB     | 16       | 16       | 10-6     | 347  | 572  | 60.7 | 3821   | 6.7  | 31   | 8    | 92.7  | 58      | 344     | 5.9     | 1       |
| 2016  | GB     | 16       | 16       | 10-6     | 401  | 610  | 65.7 | 4428   | 7.3  | 40   | 7    | 104.2 | 67      | 369     | 5.5     | 4       |
| 2017  | GB     | 7        | 7        | 4-3      | 154  | 238  | 64,7 | 1675   | 7,0  | 16   | 6    | 97.2  | 24      | 126     | 5,2     | 0       |
| 2018  | GB     | 16       | 16       | 6-9-1    | 372  | 597  | 62.3 | 4442   | 7.4  | 25   | 2    | 97.6  | 43      | 269     | 6,3     | 2       |
| 2019  | GB     | 16       | 16       | 13-3     | 353  | 569  | 62.0 | 4002   | 7.0  | 26   | 4    | 95.4  | 46      | 183     | 4,0     | 1       |
| 2020  | GB     | 16       | 16       | 13-3     | 372  | 526  | 70,7 | 4299   | 8,2  | 48   | 4    | 121,5 | 38      | 149     | 3,9     | 3       |
| 2021  | GB     | 16       | 16       | 13-3     | 366  | 531  | 68.9 | 4115   | 7.7  | 37   | 4    | 111,9 | 33      | 101     | 3.1     | 3       |
| 2022  | GB     | 17       | 17       | 8-9      | 350  | 542  | 64.6 | 3695   | 6,8  | 26   | 12   | 91.1  | 34      | 94      | 2,8     | 1       |
| 2023  | NYJ    | 1        | 1        | 1-0      | 0    | 1    | 0.0  | 0      | 0.0  | 0    | 0    | 39.6  | 0       | 0       | —       | 0       |
| Total | Total  | 231      | 224      | 148-75-1 | 5001 | 7661 | 65,3 | 59.055 | 7,7  | 475  | 105  | 103,6 | 719     | 3466    | 4,8     | 35      |

### Playoffs
| Año   | Equipo | Partidos | Partidos | Pase | Pase | Pase | Pase  | Pase | Pase | Pase | Pase  | Carrera | Carrera | Carrera | Carrera | Fumbles | Fumbles |
| Año   | Equipo | PJ       | PT       | Comp | Att  | Pct  | Yds   | Avg  | TD   | Int  | Rate  | Att     | Yds     | Avg     | TD      | Fum     | Lost    |
| ----- | ------ | -------- | -------- | ---- | ---- | ---- | ----- | ---- | ---- | ---- | ----- | ------- | ------- | ------- | ------- | ------- | ------- |
| 2007  | GB     | 1        | 0        | 0    | 0    | 0.0  | 0     | 0.0  | 0    | 0    | 0.0   | 0       | 0       | 0.0     | 0       | 0       | 0       |
| 2009  | GB     | 1        | 1        | 28   | 42   | 66.7 | 423   | 10.1 | 4    | 1    | 121.4 | 3       | 13      | 4.3     | 1       | 1       | 1       |
| 2010  | GB     | 4        | 4        | 90   | 132  | 68.2 | 1,094 | 8.3  | 9    | 2    | 109.8 | 14      | 54      | 3.9     | 2       | 2       | 1       |
| 2011  | GB     | 1        | 1        | 26   | 46   | 56.5 | 264   | 5.7  | 2    | 1    | 78.5  | 7       | 66      | 9.4     | 0       | 1       | 1       |
| 2012  | GB     | 2        | 2        | 49   | 72   | 68.1 | 531   | 7.4  | 3    | 1    | 97.6  | 5       | 40      | 8.0     | 0       | 1       | 0       |
| 2013  | GB     | 1        | 1        | 17   | 26   | 65.4 | 177   | 6.8  | 1    | 0    | 97.8  | 2       | 11      | 5.5     | 0       | 1       | 0       |
| 2014  | GB     | 2        | 2        | 43   | 69   | 62.3 | 494   | 7.2  | 4    | 2    | 91.1  | 4       | 8       | 2.0     | 0       | 2       | 1       |
| 2015  | GB     | 2        | 2        | 45   | 80   | 56.2 | 471   | 5.9  | 4    | 1    | 84.9  | 3       | 20      | 6.7     | 0       | 0       | 0       |
| 2016  | GB     | 3        | 3        | 80   | 128  | 62.5 | 1,004 | 7.8  | 9    | 2    | 103.8 | 8       | 62      | 7.8     | 0       | 0       | 0       |
| Total | Total  | 17       | 16       | 378  | 595  | 63.5 | 4,458 | 7.5  | 36   | 10   | 99.4  | 46      | 274     | 6.0     | 3       | 8       | 4       |